# Церковь Пресвятого Сердца Иисуса (Подгорица)
Церковь Пресвятого Сердца Иисуса — католическая церковь в Подгорице, Черногория.

## Описание
Единственная римско-католическая церковь в городе Подгорица, Черногория. Храм был построен в 1969 году, заменив церковь в центре города, которая была разрушена во время бомбардировок Подгорицы в период Второй мировой войны. Церковь является уникальным примером архитектуры брутализма и расположена в районе Коник.
Проект здания церкви был разработан профессором архитектурного факультета Загребского университета Звонимиром Вркляном и его ассистентом Борисом Крстуловичем. Собор был освящен 29 июня 1969 года Александром Токичем, тогдашним архиепископом Римско-католической архиепархии Бара.
Церковь имеет отдельно стоящую колокольню высотой 40 метров с бетонными винтовыми лестницами.
Бетонное здание, построенное в стиле модернистского брутализма, имеет смелый для храма вид, оно напоминает внешним обликом корабль с высокой 25-метровой мачтой.
Фасад здания не достроен до конца, поэтому церковь выглядит заброшенной, хотя является действующим храмом.
Название церкви объясняется свойственным католичеству культу почитания сердец Девы Марии и Иисуса Христа.